# Beli sremičan
Beli Sremičan je kakovostno belo vino iz bizeljsko-sremiškega vinorodnega okoliša.
To vino nižje alkoholne stopnje je mešanica laškega rizlinga, sauvignona, kraljevine, rumenega plavca in drugih kakovostnih vinskih sort.
Vino je značilnega kiselkastega, polnega okusa, z nežno, neizraženo aromo. Vino ponudimo temperirano na 10–12 °C, lepo pa se poda  k močnim jedem, drobovini in siru. 